# Кладка яиц

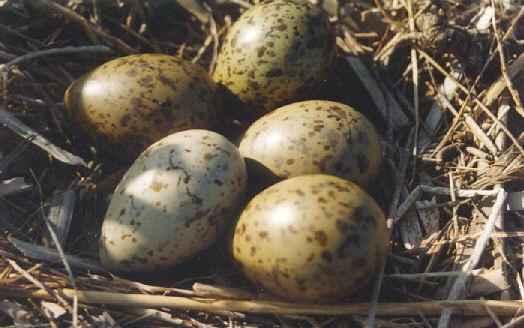
Яйца озёрной чайки

Кладка яиц или яйцерождение — способ размножения, при котором развитие зародыша и освобождение его от яйцевых оболочек происходит вне материнского организма после откладки яиц.
Животные, которые откладывают яйца: подавляющее большинство насекомых, моллюсков, рыб, рептилий, все амфибии и птицы, три современных рода однопроходных (утконосы, проехидны, ехидны) млекопитающих.